# پایان ناخوشایند
پایان ناخوشایند (به انگلیسی: Not Another Happy Ending) یا پایان خوش دیگری نیست فیلمی محصول سال ۲۰۱۳ و به کارگردانی جان مککی است. در این فیلم بازیگرانی همچون کارن گیلان، استنلی وبر، ایان د کسکر، فریا میور، ایمی منسن، گری لوئیس، کیت دیکی، هنری ایان کوسیک و ماتیلدا تورپه ایفای نقش کرده‌اند.